# Narcisse Ekanga
Narcisse Ekanga (ur. 30 lipca 1987 w Duali) – piłkarz z Gwinei Równikowej grający na pozycji pomocnika.

## Kariera klubowa
Karierę piłkarską Ekanga rozpoczął w klubie Dynamo Duala. W 2002 roku zadebiutował w nim w kameruńskiej pierwszej lidze. W 2004 roku odszedł do innego klubu z Duali, Les Astres. Występował w nim do lata 2008 roku.
Na początku 2009 roku Ekanga przeszedł do TP Mazembe z Demokratycznej Republiki Konga. W latach 2009 i 2011 wywalczył z nim mistrzostwo kraju. W 2009 i 2010 roku wygrał rozgrywki Ligi Mistrzów. Następnie grał w Al-Hilal Omdurman (mistrzostwo Sudanu w 2012 i 2014), Leones Vegetarianos FC, Silopisporze i Buildcon FC.

## Kariera reprezentacyjna
W reprezentacji Gwinei Równikowej Ekanga zadebiutował 7 września 2011 roku w wygranym 3:0 towarzyskim meczu z Republiką Środkowoafrykańską. W 2012 roku został powołany do kadry na Puchar Narodów Afryki 2012.